# أسهم مقيدة
الأسهم المقيدة، والمعروفة أيضًا باسم الأوراق المالية المقيدة، هي أسهم غير قابلة للانتقال بالكامل (من ملكية شركة إصدار الأسهم إلى ملكية الشخص الذي تملك سندات الأسهم) حتى يتم استيفاء شروط (قيود) معينة. عند استيفاء هذه الشروط، لا يعد السهم مقيدًا، ويصبح قابلاً للتحويل إلى الشخص الحائز على سند الأسهم. غالبًا ما يتم استخدام الأسهم المقيدة كشكل من أشكال تعويض الموظفين، وفي هذه الحالة يصبح عادةً قابلاً للتحويل عند استيفاء شروط معينة، مثل استمرار التوظيف لفترة من الوقت أو تحقيق معالم تطوير منتج معينة، أهداف ربحية السهم أو أهداف مالية أخرى. الأسهم المقيدة هي بديل شائع لخيارات الأسهم، خاصة للمدراء التنفيذيين، بسبب قواعد المحاسبة ولمعالجة ضريبة الدخل.

## روابط خارجية
- When Startups Should Grant Restricted Stock, ISO, NSO, and RSU Equity